# Universiteit van Franeker
De Universiteit van Franeker of Academie van Friesland (Latijn: Academia Franekerensis) was van 1585 tot 1811 een universiteit in de Friese stad Franeker.

## Oprichting

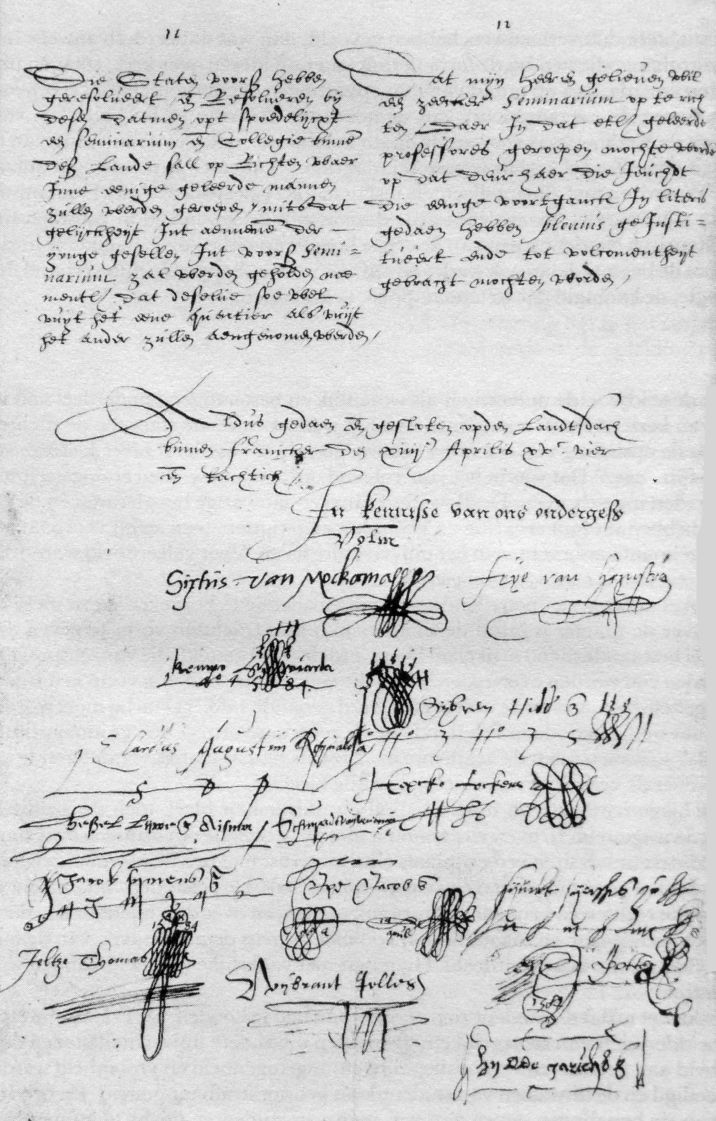
Statenbesluit tot stichting van een seminarium, 14 april 1584 te Franeker

De in november 1583 tot luitenant-stadhouder benoemde Willem Lodewijk kwam in maart 1584 als 23-jarige jongeling aan in Harlingen. Gedeputeerde Staten verplaatsten vanaf dat moment het bestuurlijk centrum van Friesland van Leeuwarden naar Franeker en daar moest ook Willem Lodewijk zijn intrek nemen. De Staten wilden hem buiten de invloedssfeer houden van Hessel van Aysma, de president van het Hof van Friesland die streefde naar het terughalen van de bestuurlijke taken naar het Hof. 
Het principebesluit tot het stichten van een universiteit werd op 14 april 1584 in Franeker genomen door de Staten van Friesland. Op 15 juli 1585 maakten stadhouder Willem Lodewijk en Gedeputeerde Staten per plakkaat bekend dat op 29 juli 1585 op een bijeenkomst in de Martinikerk te Franeker de universiteit van Friesland plechtig zou worden geopend. De situatie rond het hof duurde tot eind 1586 en toen was de universiteit inmiddels in Franeker gesticht. De universiteit werd gevestigd in het voormalige Kruisherenklooster te Franeker. Met de in beslag genomen kloostergoederen werd de universiteit gefinancierd.
De voornaamste reden voor de oprichting was Christo et Ecclesiæ, voor Christus en de kerk. Deze leus stond voor een militant calvinisme, dat zijn offensief wilde ondersteunen met de stichting van een universiteit. Met de vier faculteiten theologie, rechten, medicijnen en vrije kunsten was het naar de toenmalige begrippen een volledige universiteit. Deze was ook bedoeld om kader voor de jonge staat op te leiden, niet alleen predikanten. Studenten uit de eigen bevolking konden zich in hun eigen omgeving bekwamen, zodat ze goed voorbereid konden beginnen aan de destijds gebruikelijke rondreis langs andere universiteiten. Buitenlandse studenten bezochten op hun beurt Franeker.

## Curatorium

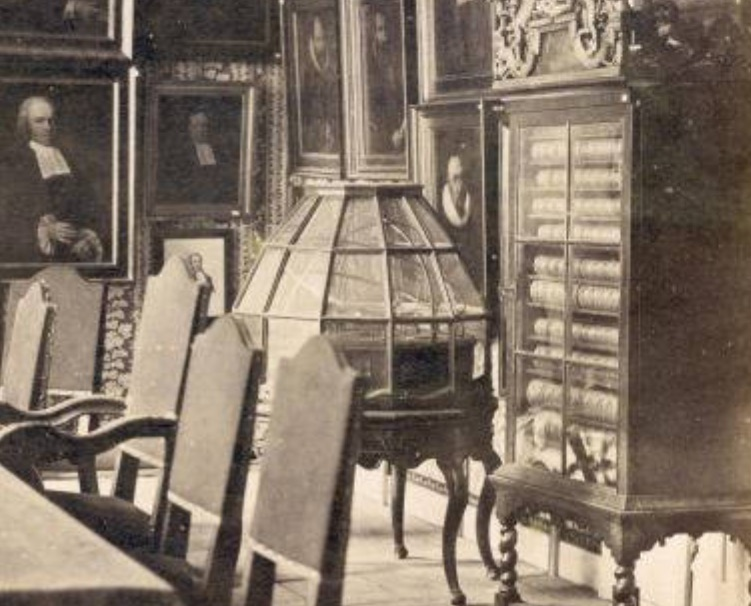
Reconstructie in 1877 van de senaatszaal met hooglerarenportretten, een orrery en de Atlas Major

De Staten van Friesland toonden met het oprichten van de ‘Academie’ dat zij die bevoegdheid hadden en dat ze daarvoor niet afhankelijk waren van koningen of keizers. Ze gaven het bestuur ervan niet uit handen. Incidenteel benoemden ze een persoon tot ‘Curator scholae’ maar meestal kwamen die taken bij Gedeputeerde Staten terecht. Die last werd te zwaar en in 1604 werd uit de Staten een curatorium van vier personen benoemd, uit elk kwartier een. In 1653 werd de stadhouder aangesteld tot ‘Magnificentissimus, primarius en honorarius Curator’, wat naar buiten toe wat meer aanzien gaf. Later kreeg het Curatorium ook een adviserende rol bij de benoeming van professoren. Het gezag over de universiteit hebben de Staten steeds vastgehouden.

## Geschiedenis

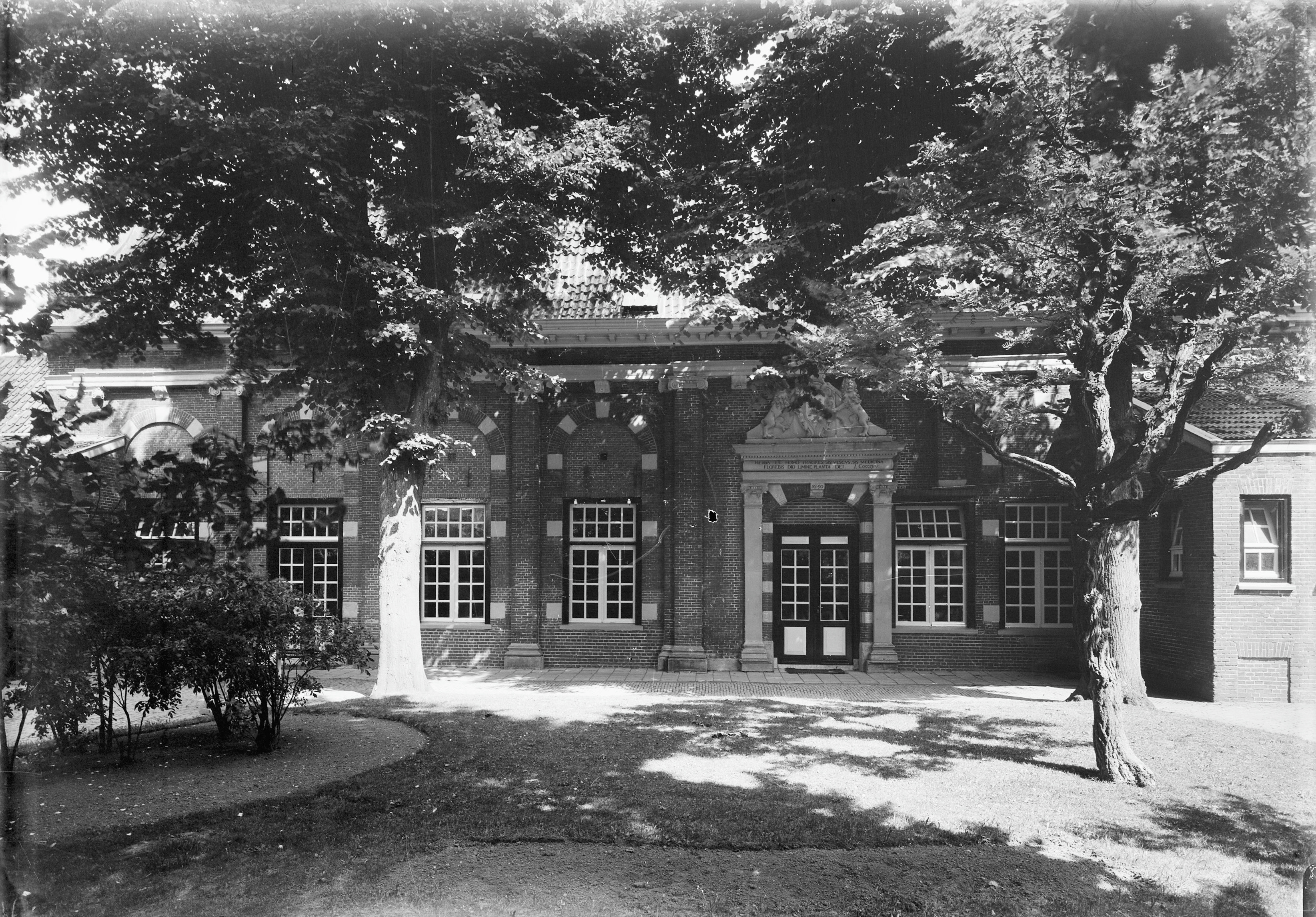
Het voormalige botanisch laboratorium

Dertig jaar lang was de Academie naast de Leidse de enige universiteit in de noordelijke Nederlanden. Na een veelbelovend begin met groeiende studentenaantallen – vooral de theologische faculteit groeide sterk uit – stond rond 1625 de hogeschool bekend als de suypacademie. Uit het studentenleven van destijds is het café De Bogt fen Guné overgebleven. Rond 1660 begon het tij te keren, met een kleine opleving rond 1700. In 1774 moest een grote bezuinigingsoperatie worden doorgevoerd.
In 1785, bij de viering van het tweehonderdjarig bestaan, liet stadhouder Willem V verstek gaan. In 1787 werd het de hoogleraren verboden om deel te nemen aan exercitiegenootschappen. Leden van het hooglerarenkorps raakten gefrustreerd of vertrokken. Het aantal studenten daalde onrustbarend: in 1795 waren er nog maar acht overgebleven. De oprichting van een kraamkliniek kwam maar niet van de grond. Johannes Mulder vertrok uiteindelijk naar Groningen. 

## Opheffing
In 1811, onder het bewind van Napoleon, werd de universiteit bij decreet opgeheven, tegelijk met de Universiteit van Harderwijk en de Utrechtse Universiteit. De planten uit de hortus werden ondergebracht bij de Universiteit van Groningen. 
Bij de totstandkoming van het Koninkrijk der Nederlanden in 1815 werd de Universiteit van Utrecht weer in ere hersteld. Harderwijk en Franeker werden een athenaeum illustre. Het Rijksathenaeum te Franeker bood hetzelfde onderwijs als voorheen, echter zonder promotierecht. De planten werden teruggehaald uit Groningen, en de botanische tuin werd heraangelegd. Het had moeite hoogleraren en studenten vast te houden. Ze werd op 25 februari 1843 vanwege bezuinigingen per koninklijk besluit opgeheven. In 1850 liet Jelle Banga, voormalig student te Franeker, burgemeester van die plaats en arts aldaar, het complex verbouwen tot het Psychiatrisch Ziekenhuis Franeker.
De bibliotheek werd overgedragen aan de provincie Friesland en vormde daarmee de basiscollectie van de Provinciale Bibliotheek van Friesland, opgericht in 1852.

## Hoogleraren en studenten

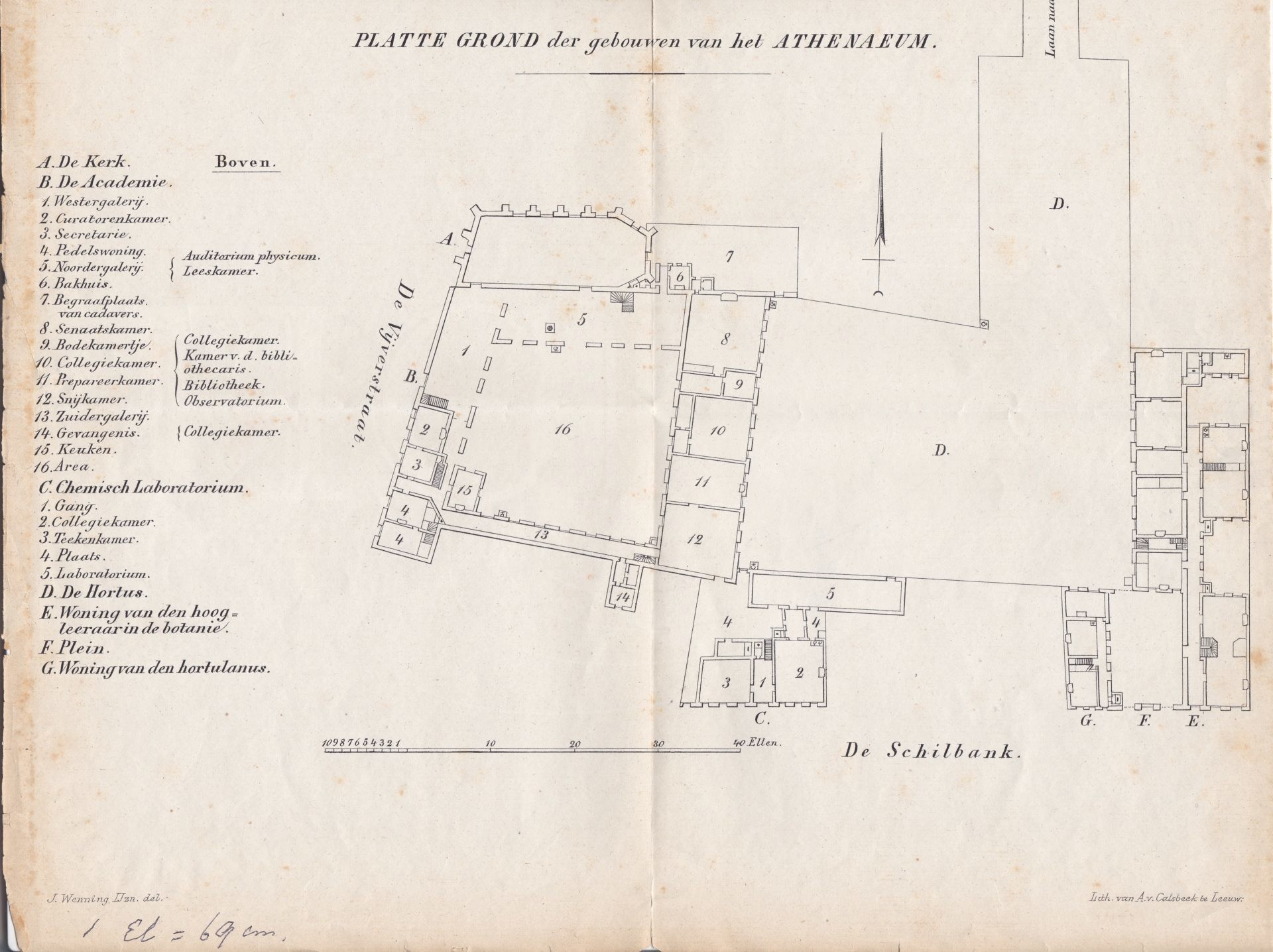
Plattegrond van het gebouwencomplex

De Universiteit van Franeker kende vier faculteiten en had in totaal 170 hoogleraren. Volgens Jensma waren het er 198; waarin het verschil zit, is onduidelijk:
- 43 hoogleraren in de godgeleerdheid
- 39 hoogleraren in de rechten
- 27 hoogleraren in de geneeskunde
- 30 hoogleraren in de letteren
- 31 hoogleraren in de wijsbegeerte

In de 226 jaar van haar bestaan hebben bijna 15.000 studenten ingeschreven gestaan. Een derde daarvan was afkomstig uit het buitenland, waaronder veel Polen en Hongaren, een kwart uit andere provincies van de republiek. Van de Hongaren kwamen de meesten uit het landsdeel Transsylvanië dat ook een sterke protestantse gemeenschap kende. Er zijn 2072 studenten gepromoveerd in Franeker.
Diverse beroemde figuren studeerden of doceerden in Franeker, onder meer Govert Bidloo, René Descartes, Daniël Heinsius, Johannes Maccovius, Jacob Perizonius, Peter Stuyvesant en Willem IV van Oranje-Nassau.
In tegenstelling tot  wat vaak wordt beweerd, heeft Eise Eisinga niet aan de universiteit gestudeerd of gedoceerd. Wel was hij van 1797 tot 1802 lid van het college van curatoren van de universiteit.

## Huidige situatie
Door latere uitbreiding van het Psychiatrisch Ziekenhuis Franeker is een deel van het oorspronkelijke complex verdwenen. Het kloostergebouw en het botanisch laboratorium zijn nog aanwezig. In 2014 zijn historische gevelstenen van de universiteit ingemetseld in het gebouw Academiestraat 12. De toegangspoort naar de hortus is verplaatst naar het stadspark.
In het Museum Martena zijn portretten van de professoren tentoongesteld in de Universiteitszaal. Daar is ook de voormalige xylotheek (houtmonsterverzameling) te zien, opgebouwd door de Duitse plantkundige en bosbouwer Alexander Schlümbach, een orrery en een pronkkast met de Atlas Major. De boekencollectie en het archief bevinden zich in Tresoar in Leeuwarden. In 2007 is de boekencatalogus uit 1601 teruggevonden in een bibliotheek in Parijs. Deze oudste Catalogus librorum bibliotheca Academiae Franekerensis is in 2012 heruitgebracht. Tresoar heeft een dataset uitgebracht met alle werken vermeld in de verschillende catalogi.
Af en toe vinden er in Franeker academische promoties plaats: promovendi van de Rijksuniversiteit Groningen die promoveren op een onderwerp dat met Friesland te maken heeft of die een band met Friesland hebben, mogen hun proefschrift in de Martinikerk verdedigen. In 2020 opende de Academie van Franeker in de Botniastins. In de geest van de voormalige universiteit bieden zij wetenschappelijke programma's aan.